# Крайст-черч
Крайст-черч (англ. Christ Church, рус. Церковь Христа) — один из самых крупных аристократических колледжей Оксфордского университета.
Основан в 1524 году кардиналом Томасом Уолси. Преимущественно в 1526 и 1546 году сооружён позднеготический «Большой квадрат» («квадрат Тома») колледжа, в 1529 году — холл. 1-й ярус «Башни Тома» построен в 1526 году, завершение — в 1681—1682 гг., архитектор «Башни Тома» — Кристофер Рен. Капелла колледжа с 1546 года является кафедральным собором диоцеза Оксфорда. С 1526 года существует хор Крайст-черч. Первым главным органистом и руководителем хора в 1526—1530 гг. был Джон Тавернер (ок. 1490—1545).

## История
В 1525 году, на пике своей власти, Томас Уолси, лорд-канцлер Англии и кардинал-архиепископ Йоркский, захватил Приорат Святой Фридесвиды в Оксфорде и основал кардинал-колледж на его землях, используя средства от роспуска Уоллингфордского Приората и других мелких приоратов. Он планировал создание этого учреждения в великолепном масштабе, но в 1529 году осознал все масштабы, и здания были завершены только на три четверти.
В 1531 году колледж был захвачен, но в 1532 году он был восстановлен как колледж короля Генриха VIII, которому принадлежала собственность Уолси. Затем в 1546 году король, который отошёл от Римско-католической церкви и приобрёл большое богатство благодаря роспуску монастырей в Англии, восстановил колледж как Крайст-черч в рамках реорганизации англиканской церкви, сделав частично разрушенную приоратскую церковь кафедральным собором недавно созданной Оксфордской епархии.

## Выпускники и преподаватели
Выпускниками колледжа Крайст-черч были тринадцать премьер-министров Великобритании, что равно числу премьер-министров-выпускников остальных 45 колледжей Оксфорда и превосходит результат любого отдельно взятого колледжа Оксфордского университета (однако общее число премьеров-выпускников Оксфорда равно 15).

## Крайст-черч в культуре
Колледж является местом действия в таких литературных произведениях, как «Возвращение в Брайдсхед» Ивлина Во и «Алиса в Стране чудес» Льюиса Кэрролла. Кроме того, на территории колледжа проходили съёмки отдельных эпизодов фильмов о Гарри Поттере по романам Джоан Роулинг, а также экранизации романа Филипа Пулмана «Северное сияние» (фильм получил название американского издания книги, «Золотой компас»).